# АИ-1 (аптечка)

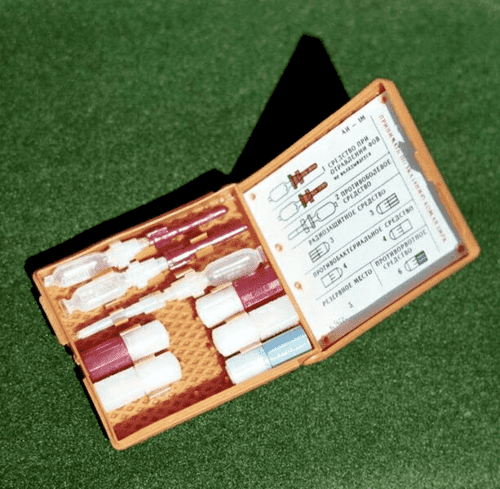
Аптечка индивидуальная АИ-1.

Аптечка Индивидуальная-1 (АИ-1) — предназначена для профилактики шока при ранениях, тяжелых травмах и первой медпомощи при радиационном, химическом и бактериальном поражениях, а также при их комбинациях с травмами. Принята на снабжение Постановлением Госстандарта СССР от 31.08.1978 N 2402 ГОСТ от 31.08.1978 N 23267-78. От гражданского варианта — аптечки АИ-2 — несколько отличается комплектом поставки.

## Комплектация аптечки индивидуальной АИ-1
- Секция № 1: 2 шприц-тюбика со средством при отравлении ФОВ — с красным колпачком (афин 1,0 или будаксим 2,0).
- Секция № 2: шприц-тюбик с противоболевым средством — промедол в шприц-тюбике с бесцветным колпачком (1 мл 2 % раствора промедола или омнопон). В аптечку не вложен, выдаётся по специальному решению.
- Секция № 3: радиозащитное средство (цистамин в таблетках) — 2 пенала красного цвета.
- Секция № 4: противобактериальное средство (тетрациклина гидрохлорид, после 1987 года вибромицин) — 2 бесцветных пенала.
- Секция № 5: резервное место. Вкладывался, в зависимости от условий, профилактический антидот П-6 (состав П6: аминостигмин, фторацизин, феназепам) или радиозащитное средство № 2 (калия йодид).
- Секция № 6: противорвотное средство (этаперазин 0,006 г. или димерткарб в таблетках) — 1 синий пенал.

## Аптечка АИ-1М
Аптечка индивидуальная медицинская АИ-1М имеет следующие отличия от АИ-1, добавлено средство для профилактики отравлений ФОВ П-10М (один пенал), антисептическое средство (раствор йода 5 % в ампулах, две ампулы), а также средство обеззараживания воды (пантоцид в таблетках, один пенал). Дата принятия на снабжение — 1995 год.
До 1998 года тарен был официально разрешен к применению в случаях фосфорорганических отравлений и входил в состав аптечек АИ-1 и АИ-2.